# Connect
Connect je hrvatski trap sastav. Sastav postoji još od 2000. godine kada su je pokrenuli Dragi i Shalla, danas vodeći rap producent mlađe generacije, a 2002. godine skupini se pridružuju Burazsel i Jura Blaze. Neki od njihovih najvećih hitova su: "Samo je jedno", "Nebo", "Brige ugasim pjesmom", "Dalmatinka", "Vuglji vuglji", "Ljubi me budalo".

## Povijest sastava
Sastav Connect postoji od 2000. godine. Javnosti su se predstavili 2002. godine u rubrici HTV-ove emisije Briljanteen za demosastave, gdje su cijele godine držali prvo mjesto s pjesmom "Brige ugasim pjesmom". Kroz 2003. i 2004. započinju suradnju s Mirom Vidovićem iz Morris studija, te snimaju album prvijenac pod izdavačem Menart.
Godina 2005. za grupu Connect bila faza afirmacije. Nakon singlova "Brige ugasim pjesmom", "Koga ona voli", te službenih predsinglova "Na, na, na" i "Super par", najavni singl albuma bila je pjesma "Vuglji, vuglji" na kojoj gostuje Davor Gobac iz sastava Psihomodo pop. Najveći hit na albumu bila je pjesma "Jeebena" koju su prepoznali glasači nagrade Zlatna Koogla koju je sastav i osvojio u kategoriji za pjesmu godine.
Nakon rasprodanog trećeg izdanja popularnog prvijenca Prvo pa muško sastava Connect, slijedilo je reizdanje istoimenog albuma simbolično nazvanog Ovo nije drugi album s bonus dodatkom s 15 novih pjesama, te 5 službenih spotova grupe Connect. Na bonus Cd-u nalazi se i hit među navijačima Dinama, pjesma "Boja mojih vena" u suradnji sa Zaprešić Boys.
Sastav je imao i zanimljivu glazbenu suradnju s Vlatkom Pokos iz koje je nastala pjesma "Bili smo skupa", ljetni R'n'B hit singl koji je bio na svim radijskim top ljestvicama.
Jedan od velikih projekata u kojem je sudjelovao sastav Connect jesenska je shema Nove TV za 2007. godinu.
Pjesmu "Šta će mi više" sastav je snimio sa zvijezdama Nove TV (glumci, voditelji) kao i službeni spot za navedenu pjesmu koji se mogao svakodnevno vidjeti u eteru Nove TV.
Sastav Connect nakon uspješno odrađene kampanje za Novu TV snimio je neslužbenu himnu hrvatske nogometne reprezentacije za Euro 2008. u Austriji i Švicarskoj.
Pjesma pod nazivom "Samo je jedno" tiskana je u nakladi od 400.000 primjeraka u suradnji s Konzumom nakon koje sastav ponosno mogu reći da su autori pjesme koja je obilježila 2008. godinu i širila se hrvatskim eterom.
U međuvremenu sastav Connect oformio je live sastav od vrhunskih glazbenika tako da će njihov novi album pružiti drugačiji zvuk i ozbiljniji pristup glazbi.
Drugi službeni album sastava Connect simboličkog naziva U drugom stanju objavljen je pod etiketom Morris/Menart u prosincu 2008. godine.
U pauzama od snimanja, sastav odrađuje koncertne turneje, gostuje u popularnim tv serijama i emisijama, snima reklamne kampanje i jinglove, npr, Heineken, Police, Axe, Jutarnji list, Večernji list, Konzum, itd.  Iza sastava Connect stoji sponzor «V.o.o.d.o.o» čije su zaštitno lice.
Uz sve navedeno aktivno se odazivaju humanitarnim događanjima, polažu ispite na fakultetu te pišu o svojim anegdotama na njihovom službenom blogu (oko 400 000 posjetitelja).

## Diskografija

### Albumi[3]
- Prvo pa muško 2005.
  - Ovo nije drugi album 2007.
- Live in Boogaloo live album, 2008.
- U drugom stanju prosinac 2008.
- 3jumf lipanj 2011.
- Belgrade Music Week 2023 live album, 2023.
- IV, 2025.

### Videospotovi
- "Vuglji vuglji", rujan 2006.
- "Jeebena", 29. studenog 2006.[4]
- "Boja mojih vena" ft. Zaprešić Boys, singl prosinac 2005. spot listopad 2006.
- "Nebo", ožujak 2007.
- "Brige ugasim pjesmom", svibanj 2007.
- "Šta će mi više", rujan 2007. pjesma za jesensku programsku shemu Nove TV
- "Ekipa za očevid", listopad 2007.
- "Da vas čujem", travanj 2008.
- "Samo je jedno", ft. Zaprešić Boys lipanj 2008.
- "Ulice su bijele", veljača 2009.
- "Totalno to", srpanj 2009.
- "Prijateljska ljubav", studeni 2009.
- "Šta me čeka", travanj 2010.
- "Suhi", rujan 2010.
- "Moje pjesme" ft. Mayer & Marijo Bevanda, studeni 2010.
- "Božićnica" ft. Iva Ajduković, prosinac 2010.
- "Jak kao Jakov" ft. Jakov Rubido, rujan 2011. (humanitarna akcija Udruge JAK KAO JAKOV)
- "Dalmatinka" ft. Jelena Rozga, singl lipanj 2011., spot listopad 2011.
- "Hejteri" studeni/prosinac 2011.
- "Game Over" svibanj, 2012.
- "Ljubi me budalo" siječanj, 2013.
- "Noć bez granica" ft. Lana Jurčević, prosinac 2013.
- "Takve kao ti", prosinac 2014.
- "Mene radiš ti" ft. Cvija, ožujak 2015.
- "Bulja", kolovoz 2015.
- "Otrov" ft. Mario Huljev, prosinac 2015.
- "Otrov (Remix)" ft. Mario Huljev, ožujak 2016.
- "Ove noći", lipanj 2016.
- "Džek i Džoni" ft. Coby, prosinac 2016.
- "Lokacija" ft. Coby, ožujak 2017.
- "Krimi mala", rujan 2017.
- "Centalni separe" ft. Coby, prosinac 2017.
- "Otkad sam bez tebe", lipanj 2018.
- "Sportska roba", studeni 2018.
- "Maradona", prosinac 2018.
- "Pakao", travanj 2019.
- "Pijana", listopad 2019.
- "Poni", listopad 2019.
- "Nemam problem", veljača 2020.
- "Balkan san" ft. MC Yankoo, veljača 2020.
- "Mamuran", travanj 2020.
- "Tatin sin" ft. Ante Cash, listopad 2020.
- "OBM" ft. 30zona, lipanj 2021.
- "Geto djevojka", svibanj 2022.
- "Adio Mare" ft. Mili i DJ Architect, listopad 2023.
- "Tamara" ft. Mili, lipanj 2024.
- "Dupli Mitsubishi" ft. Showtime i El Patron, srpanj 2024.
- "Dođi na Jadran" ft. Lima Len i Peconni, lipanj 2025.

## Ostalo
- "Zauvijek susjedi" kao Jura Blaze i Selko Burazsel (2007.)

## Vanjske poveznice
- službeni blog sastava Connect  Arhivirana inačica izvorne stranice od 27. srpnja 2009. (Wayback Machine)